# Luis Alfredo Mendoza Benedetto
Luis Alfredo Mendoza Benedetto (ur. 21 czerwca 1945 w Caracas, zm. 29 kwietnia 2024) – wenezuelski piłkarz, grający na pozycji pomocnika, trener piłkarski.

## Kariera piłkarska

### Kariera klubowa
W 1961 rozpoczął karierę piłkarską w Banco Agrícola y Pecuario. Potem występował w klubach Deportivo Italia, Deportivo Galicia, Estudiantes Mérida, Portuguesa i Caracas FC, gdzie zakończył karierę w roku 1986.

### Kariera reprezentacyjna
W latach 1965–1979 występował w reprezentacji Wenezueli.

## Kariera trenerska
Karierę szkoleniowca rozpoczął w 1986 roku. Jako piłkarz łączył również funkcje trenera Caracas FC.

## Sukcesy i odznaczenia

### Sukcesy piłkarskie
Deportivo Italia
- mistrz Wenezueli (2): 1963, 1965

Deportivo Galicia
- mistrz Wenezueli (1): 1970

Estudiantes Mérida
- zdobywca Pucharu Wenezueli (1): 1971

Portuguesa
- mistrz Wenezueli (1): 1973